# Brouwerij Union (Slovenië)

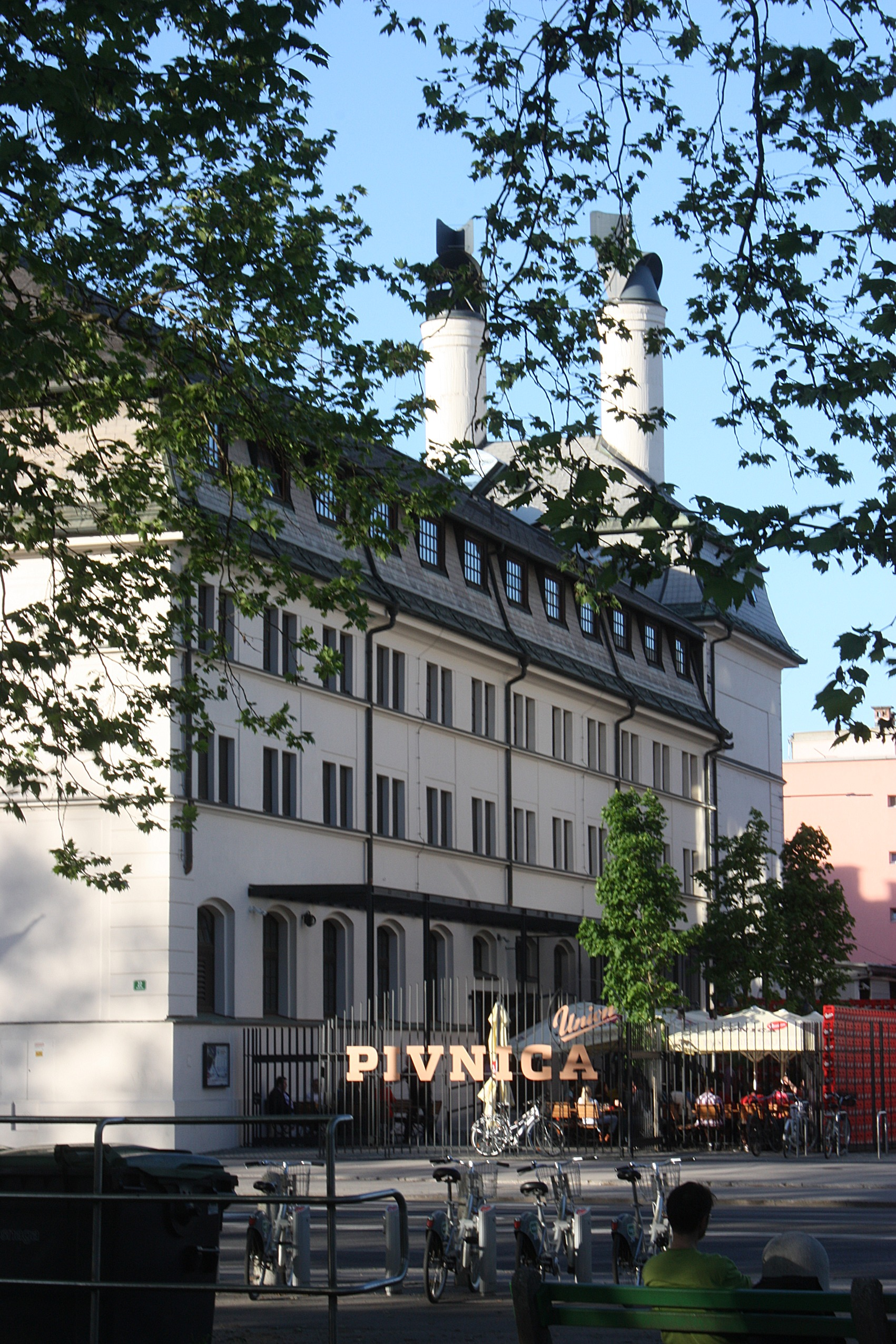
De oude mouterij van Union in Ljubljana is nu het café Pivnica Union

Brouwerij Union (Sloveens: Pivovarna Union) is een Sloveense bierbrouwerij, gevestigd in Ljubljana. Ze werd opgericht in 1864. Het bedrijf werd een naamloze vennootschap in 1991. Brouwerij Laško is de meerderheidsaandeelhouder; deze bezat op 31 mei 2011 97,89% van de aandelen. De Laško Group maakt op haar beurt sinds 2015 deel uit van de Heineken-groep.

## Bieren
De brouwerij gebruikt enkel eigen bronwater voor haar bieren. De belangrijkste zijn:
- Union lager (alcoholpercentage 4,9%)
- Union pils (4,5%)
- Union stout (donker bier, 5,2%)
- Union bok (donker, 7%)
- Union Ležak (pils, 5,1%)
- Union Triglav (sterke lager, 9%)
- Union radler (diverse smaken; 2,5%)
- Union alcoholvrij (0,5%)
- Union Nefiltrirano (ongefilterd bier, troebel, donker, of blond, 4,6-4,9%)

## Andere dranken
- Zala: bronwater
- Sola: diverse niet-alcoholische dranken (limonade, ice tea ...)
- ZA: "bijna-water"dranken met diverse smaken
- Nula: dranken op basis van water met wat fruitsap, zonder toevoeging van suiker of zoetstoffen.